# خوانيتا كيد ستاوت
خوانيتا كيد ستاوت (بالإنجليزية: Juanita Kidd Stout)‏ هي قاضية ومحامية أمريكية، ولدت في 7 مارس 1919، وتوفيت في 21 أغسطس 1998 في ويوكا في الولايات المتحدة.